# Champfleury (Marne)
Champfleury és un municipi francès, situat al departament del Marne i a la regió del Gran Est. L'any 2007 tenia 524 habitants.

## Demografia

### Població
El 2007 la població de fet de Champfleury era de 524 persones. Hi havia 214 famílies, de les quals 40 eren unipersonals (12 homes vivint sols i 28 dones vivint soles), 83 parelles sense fills, 79 parelles amb fills i 12 famílies monoparentals amb fills.
La població ha evolucionat segons el següent gràfic:
Habitants censats

### Habitatges
El 2007 hi havia 224 habitatges, 214 eren l'habitatge principal de la família, 6 eren segones residències i 4 estaven desocupats. 213 eren cases i 11 eren apartaments. Dels 214 habitatges principals, 186 estaven ocupats pels seus propietaris, 27 estaven llogats i ocupats pels llogaters i 1 estava cedit a títol gratuït; 2 tenien dues cambres, 15 en tenien tres, 38 en tenien quatre i 158 en tenien cinc o més. 192 habitatges disposaven pel capbaix d'una plaça de pàrquing. A 79 habitatges hi havia un automòbil i a 130 n'hi havia dos o més.

### Piràmide de població
La piràmide de població per edats i sexe el 2009 era:
| Homes | Edats   | Dones |
| ----- | ------- | ----- |
| 0     | 95 o +  | 0     |
| 0     | 90 a 94 | 8     |
| 0     | 85 a 89 | 4     |
| 0     | 80 a 84 | 0     |
| 8     | 75 a 79 | 4     |
| 4     | 70 a 74 | 4     |
| 12    | 65 a 69 | 24    |
| 28    | 60 a 64 | 20    |
| 12    | 55 a 59 | 16    |
| 16    | 50 a 54 | 28    |
| 36    | 45 a 49 | 16    |
| 20    | 40 a 44 | 28    |
| 4     | 35 a 39 | 12    |
| 4     | 30 a 34 | 8     |
| 12    | 25 a 29 | 0     |
| 16    | 20 a 24 | 8     |
| 24    | 15 a 19 | 20    |
| 12    | 10 a 14 | 12    |
| 12    | 5 a 9   | 8     |
| 4     | 0 a 4   | 12    |

## Economia
El 2007 la població en edat de treballar era de 336 persones, 249 eren actives i 87 eren inactives. De les 249 persones actives 229 estaven ocupades (119 homes i 110 dones) i 20 estaven aturades (4 homes i 16 dones). De les 87 persones inactives 47 estaven jubilades, 26 estaven estudiant i 14 estaven classificades com a «altres inactius».

### Ingressos
El 2009 a Champfleury hi havia 216 unitats fiscals que integraven 541 persones, la mediana anual d'ingressos fiscals per persona era de 26.298 €.

### Activitats econòmiques
Dels 63 establiments que hi havia el 2007, 1 era d'una empresa extractiva, 2 d'empreses alimentàries, 4 d'empreses de fabricació d'altres productes industrials, 4 d'empreses de construcció, 30 d'empreses de comerç i reparació d'automòbils, 3 d'empreses de transport, 2 d'empreses d'hostatgeria i restauració, 2 d'empreses d'informació i comunicació, 1 d'una empresa financera, 1 d'una empresa immobiliària, 7 d'empreses de serveis, 3 d'entitats de l'administració pública i 3 d'empreses classificades com a «altres activitats de serveis».
Dels 9 establiments de servei als particulars que hi havia el 2009, 2 eren tallers de reparació d'automòbils i de material agrícola, 1 paleta, 3 fusteries, 2 perruqueries i 1 restaurant.
Dels 14 establiments comercials que hi havia el 2009, 1 era, 1 una botiga de menys de 120 m², 8 botigues de roba, 2 sabateries, 1 una perfumeria i 1 una joieria.
L'any 2000 a Champfleury hi havia 8 explotacions agrícoles.

## Equipaments sanitaris i escolars
El 2009 hi havia una escola elemental.

## Poblacions més properes
El següent diagrama mostra les poblacions més properes.